# Anax nigrofasciatus
Anax nigrofasciatus – gatunek ważki z rodziny żagnicowatych (Aeshnidae).